# Martin Fabuš
Martin Fabuš (* 11. November 1976 in Trenčín, Tschechoslowakei) ist ein slowakischer Fußballspieler und ehemaliger Nationalspieler der Slowakei.

## Karriere

### Verein
Martin Fabuš ist als Wandervogel bekannt und spielte schon bei zehn verschiedenen Vereinen in fünf Ländern (Slowakei, Tschechische Republik, Deutschland, Österreich und Polen). Trotz seines großen Talents schaffte er allerdings nie den ganz großen Durchbruch und spielte nie für einen großen Verein in einer wirklich starken Liga.

### Nationalmannschaft
Fabuš war Nationalspieler und erzielte in 25 Einsätzen fünf Tore für die slowakische Fußballnationalmannschaft.

## Erfolge/Titel

### Verein
- Slowakischer Meister (1995, 2003, 2004)
- Slowakischer Pokalsieger (2005, 2007)
- Slowakischer Supercupsieger (2004)

### Persönlich
- Torschützenkönig der Corgoň liga 1999, mit 19 Toren für den FK AS Trenčín und 2003 mit 20 Toren für Trenčín (8) und MŠK Žilina (12).

| Personendaten    | Personendaten               |
| ---------------- | --------------------------- |
| NAME             | Fabuš, Martin               |
| KURZBESCHREIBUNG | slowakischer Fußballspieler |
| GEBURTSDATUM     | 11. November 1976           |
| GEBURTSORT       | Trenčín                     |